# Стекеровци
Стекеровци су насељено мјесто у Босни и Херцеговини, у општини Гламоч, које административно припада Федерацији Босне и Херцеговине. Према попису становништва из 2013. у насељу је живјело 58 становника.

## Становништво
По попису из 1991. у селу је живело 364 становника, од тога 357 Срба.
| Националност       | 2013. | 1991. | 1981. | 1971. | 1961. |
| Срби               | 58    | 357   | 521   | 853   | 1.034 |
| Југословени        | –     | 4     | 10    |       |       |
| остали и непознато |       | 3     | 8     | 2     | 1     |
| Укупно             | 58    | 364   | 539   | 855   | 1.035 |

## Знамените личности
- Милутин Морача, генерал-пуковник ЈНА и народни херој Југославије